# Kościół Imienia Najświętszej Maryi Panny w Ptaszkowej
Kościół Imienia Maryi Panny w Ptaszkowej – rzymskokatolicki kościół parafialny, parafii pw. Imienia Maryi Panny, wybudowany w latach 1999–2016, znajdujący się w Ptaszkowej.

## Historia
Parafia w Ptaszkowej powstała około 1560 r. Kościołem parafialnym w miejscowości był zbudowany w 1555 r. niewielki zabytkowy kościół pw. Wszystkich Świętych. Z czasem zrodziła się myśl o budowie nowej większej świątyni. W 1995 został skierowany do parafii ptaszkowskiej jako proboszcz ks. Józef Kmak z zadaniem, aby wyremontować stary kościół oraz rozpocząć budowę nowego kościoła i plebanii.
Spośród siedmiu prac projektu kościoła komisja (złożona z księży i parafian oraz przedstawicieli kurii tarnowskiej) wybrała pracę Marka Jasiewicza, architekta z Nowego Sącza. Po uzyskaniu pozwolenia na budowę i poświęceniu placu przez ówczesnego ordynariusza diecezji tarnowskiej, bpa Józefa Życińskiego, w 1997 r. ruszyły prace przygotowawcze, według projektu budowlanego Jasiewicza. 20 kwietnia 1997 r. w Rzymie został poświęcony kamień węgielny pochodzący z bazyliki św. Piotra Apostoła przez papieża Jana Pawła II. Kamień ten wmurował bp tarnowski Wiktor Skworc, dnia 2 maja 1999. Prace nad budową świątyni trwały w latach 1999–2016 i zostały uwieńczone konsekracją kościoła 14 maja 2016, której dokonał bp tarnowski Andrzej Jeż. Od tego momentu kościół imienia Maryi Panny stał się oficjalnie kościołem parafialnym. Dopełnieniem tych obchodów było przeniesienie (przed konsekracją) w dniu 12 maja 2016 łaskami słynącego obrazu Matki Bożej Radosnej z zabytkowej do nowej świątyni ulicami Ptaszkowej przy udziale bpa Stanisława Salaterskiego. Świątynia stanęła w najwyżej położonym punkcie, centrum Ptaszkowej, 540 m n.p.m.

## Architektura i wyposażenie
Nowy kościół parafialny w Ptaszkowej to świątynia jednonawowa. Kaplica boczna świątyni jest oddzielona od nawy głównej ścianą z oszkleniem. Konstrukcja budynku jest żelbetowa ramowa, ściany wykonane są z cegły pełnej, zaś strop stanowi płyta żelbetowa. Strop kościoła jest pokryty tynkiem akustycznym. Budowlę kościoła wieńczy 47-metrowa wieża (z krzyżem 50 m), z czterema balkonami widokowymi, kryta blachą miedzianą. W wieży znajdują się 4 dzwony oraz sygnaturka.
Powierzchnia zabudowy kościoła to ok. 1200 m² (wraz z wieżą), nawa główna to 700 m², boczna kaplica to 150 m². Wysokość nawy głównej w najwyższym punkcie to około 20 m, zaś wysokość w kalenicy to 23 m. Nawę główną w większej części otacza balkon, który w tylnej części kościoła pełni rolę chóru. Balkon i chór zajmują 200 m² powierzchni.
Wystrój wnętrza kościoła zaprojektował profesor Stefan Dousa z Krakowa wraz ze współpracownikami i przy współpracy z architektem obiektu, Markiem Jasiewiczem z synem Michałem. Podłoga nawy głównej i kaplicy wykonana jest z granitu, zaś w prezbiterium kościoła z jesionowego drewna z białym marmurem. Ołtarz główny tworzy 14-metrowy krzyż z drewnianym wizerunkiem Jezusa ukrzyżowanego z otwartymi oczami. Na bocznej prawej ścianie prezbiterium znajduje się tabernakulum, nad którym umieszczony jest zabytkowy obraz Matki Bożej Ptaszkowskiej tzw. Radosnej (patronki kościoła i parafii) powstały ok. 1734 r. i przeniesiony z zabytkowego kościoła. W kościele znajdują się relikwie: w ołtarzu głównym – krzyżu relikwię krzyża św., w ołtarzu soborowym podczas konsekracji kościoła umieszczono relikwię bł. Karoliny Kózkówny. W kaplicy chrzcielnej, pod płaskorzeźbą św. Jana Pawła II umieszczony jest relikwiarz w kształcie gałęzi z liśćmi dębu, w którym umieszczono relikwie m.in.: św. Jana Pawła II, św. Floriana, św. Małgorzaty Marii Alacoque, św. Szymona z Lipnicy, św. Marii od Jezusa Ukrzyżowanego (Mała Arabka) oraz bł. Marty Wieckiej. W pomieszczeniach kościoła znajduje się zakrystia, a obok sala która pełni rolę muzeum parafialnego, w którym znajduje się m.in. rzeźba Modlitwa w Ogrójcu Wita Stwosza oraz XV-wieczna figura NMP nazwana Madonną ze Słonecznikiem. Nad zakrystią i muzeum są sale spotkań dla LSO, DSM oraz młodzieży a także Poradnia Rodzinna. Świątynia ta może zmieścić ok. 3 tysiące wiernych.

### Organy
Na chórze początkowo znajdowały się wirtualne organy piszczałkowe firmy Magnus z 3 manuałami i pedałem oraz 61 głosami (72 rejestrami). W grudniu 2024 roku organy te zostały zamienione na najnowszy, imponujący projekt firmy Magnus. Instrument ten to najdoskonalej brzmiące organy wirtualne (Magnus) – nie tylko w Polsce, ale i na świecie. Rozbudowane do 4 manuałów, z drugim prospektem mieszczącym Brostwerk oraz Chamadę, organy oferują 100 rejestrów (88 głosów), których brzmienie bazuje na brzmieniu majestatycznych organów Laurenskerk w Rotterdamie. W świątyni rozlokowano 24 głośniki – zarówno w głównym, jak i dodatkowym prospekcie, a pełnią i precyzją brzmienia zajął się osobiście właściciel Sonus Paradisi, który zajął się dopasowaniem akustycznym każdej kolumny a następnie intonacją piszczałka po piszczałce, głos po głosie. 

### Dzwony
Na (47-metrowej) wieży kościoła zawieszone jest 5 dzwonów (4 dzwony i sygnaturka) odlanych w ludwisarni Janusza Felczyńskiego w Przemyślu w latach 1999/2000. Dzwony zestrojone są w tonacji es - mol.
- „św. Kinga” – ton: ges" (+), śr. 46 cm, wys. 43 cm, waga ok. 70 kg (sygnaturka)
- „św. Józef” – ton: es'(-), śr. 67 cm, wys. 65 cm, waga ok. 190 kg
- „św. Katarzyna” – ton: b', śr. 88 cm, wys. 84 cm, waga ok. 420 kg
- „Maryja” – ton: ges' (-), śr. 113 cm, wys. 105 cm, waga ok. 850 kg
- „Trójca Przenajświętsza” – ton: es', śr. 133 cm, wys. 128 cm, waga ok. 1450 kg.